# Rocket de Laval
Die Rocket de Laval (englisch Laval Rocket) sind ein kanadisches Eishockeyfranchise aus Laval in der Provinz Québec, das seit der Saison 2017/18 in der American Hockey League (AHL) spielt. Es fungiert als Farmteam der Canadiens de Montréal aus der National Hockey League und trägt seine Heimspiele im 2017 eröffneten Place Bell aus.

## Geschichte
Im Juli 2016 kündigten die Canadiens de Montréal an, ihr AHL-Farmteam aus St. John’s in der Provinz Neufundland und Labrador nach Laval, ein Vorort von Montréal, verlegen zu wollen. Die dortigen St. John’s IceCaps waren erst im Jahr zuvor aus den Hamilton Bulldogs hervorgegangen. Anschließend wurde von Mitte Juli bis Ende August 2016 eine Fan-Abstimmung zur Namensfindung abgehalten, aus der schließlich der Beiname „Rocket“ mit 51 % der Stimmen als Sieger hervorging und die beiden anderen Finalisten „Rapides“ und „Patriotes“ ausstach. „Rocket“ ist dabei eine Hommage an Maurice „Rocket“ Richard, der über 1000 Spiele für die Canadiens de Montréal absolvierte und in den 1950er und 1960er Jahren als einer der besten Spieler der National Hockey League galt. Den gleichen Beinamen nutzen bereits von 1999 bis 2003 die Rocket de Montréal aus der Ligue de hockey junior majeur du Québec.
Heimspielstätte der Rocket ist der 2017 eröffnete Place Bell. Erster Cheftrainer des Teams wurde Sylvain Lefebvre, der das Franchise bereits seit 2012 betreute, als es noch als Hamilton Bulldogs firmierte. Nach der ersten Saison, die das Team als schlechteste Mannschaft der AHL beendete, wurde Lefebvre allerdings entlassen und durch Joël Bouchard ersetzt.